# Tympanocryptis gigas
Espèce
Synonymes
- Tympanocryptis cephalus gigas Mitchell, 1948

Statut de conservation UICN

 LC  : Préoccupation mineure
Tympanocryptis gigas est une espèce de sauriens de la famille des Agamidae.

## Répartition
Cette espèce est endémique de Gascoyne en Australie-Occidentale.

## Publication originale
- Mitchell, 1948 : A revision of the lacertilian genus Tympanocryptis. Records of the South Australian Museum, vol. 9, p. 57-86 (texte intégral).